# Mineral & Gem
L'exposition internationale Mineral & Gem, ancienne « Bourse internationale aux minéraux, gemmes, bijoux, fossiles et météorites de Sainte-Marie-aux-Mines » jusqu'en 2011, est la troisième plus grande manifestation dans ce domaine au niveau mondial (après Tucson Gem & Mineral Show (en) et le Mineralientage (en)). Ce salon rassemble aujourd'hui près de 35 000 visiteurs à chaque édition.

## Présentation

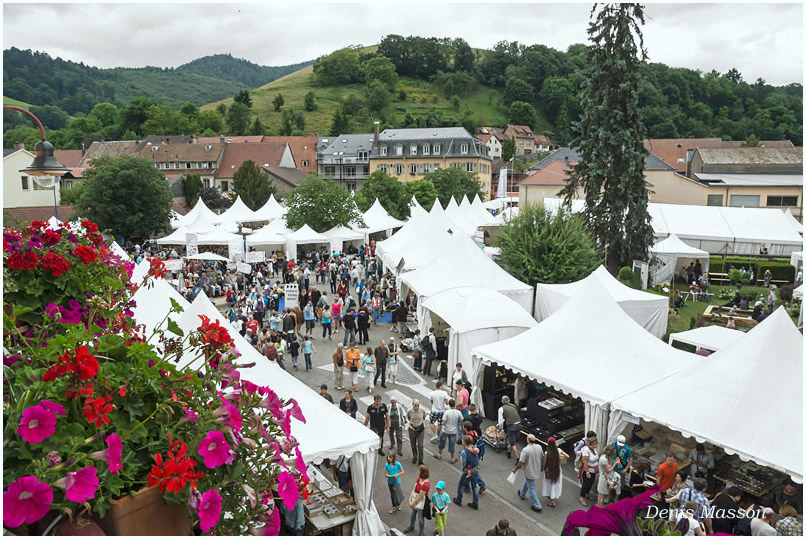
Vue générale de la manifestation

Créé en 1962, ce salon a lieu le dernier week-end de juin depuis plus de 50 ans pour le grand public. À cela s'ajoutent deux journées (le jeudi et le vendredi) réservées aux professionnels. Il s'étend sur plus de 50 000 m2. Cet événement regroupe mille exposants et intervenants qui sont répartis selon deux zones « Mineral » et « Gemme ».

### Contexte
Sainte-Marie-aux-Mines est un lieu privilégié pour la formation des minéraux. Située dans le massif des Vosges, la ville bénéficie d’une grande diversité de roches, notamment d'argent, exploitables par l’Homme.
Le IXe siècle est considéré comme le point de départ d’une activité minière florissante. On a pour coutume d’attribuer la découverte des filons du Val d’Argent au moine Blidulphe qui lança donc l’exploitation des filons argentifères, mais aussi du cuivre, du cobalt et de l'arsenic dans la région. L’utilisation des premières machines hydrauliques montrent une amélioration significative aux XIIIe siècle et XIVe siècle, permettant de creuser des puits jusqu’à 100 mètres de profondeur.
La découverte d’un important filon d’argent gris en 1551 permet à plus de 2 000 mineurs de jouir de meilleures conditions de travail et de vie en plaçant la mine Saint-Guillaume comme la plus productive de tous les temps pour les pays rhénans.
Le XVIIIe siècle marque la volonté de puiser plus profondément les mines de Sainte-Marie-aux-Mines déjà existantes afin d’y découvrir de nouvelles roches. Les anciennes mines sont également rouvertes, mais une première catastrophe naturelle en 1740 met les mineurs au chômage technique. C'est finalement après deux tentatives de réouverture de mines dans le Vallon du Rauenthal que la Seconde Guerre mondiale met un terme à l'activité minière après plus de 1 000 ans d'exploitation.

### Historique

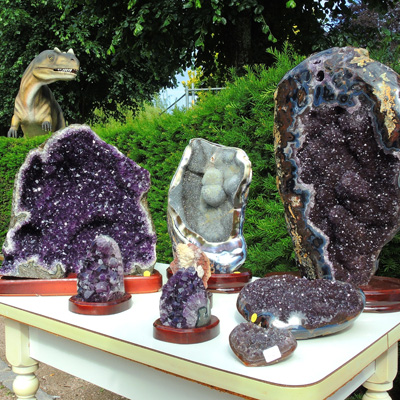
La zone "Mineral"

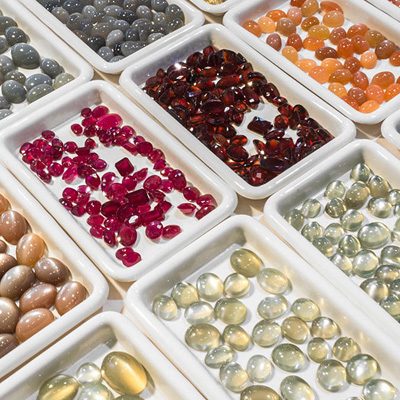
La zone "Gemmes"

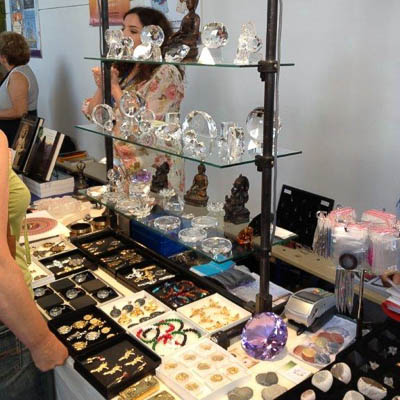
L'espace Cristal & Santé

C'est en 1962 que François Lehmann créa, au nom du Ciné Club Technique, une 'Journée des Mines', qui n'avait alors qu'un caractère local. Deux ans après, l'exposition intitulée "CAILLOUX" prenait déjà une ampleur régionale. C'est en 1966 qu'il fut décidé de la répéter chaque année, .

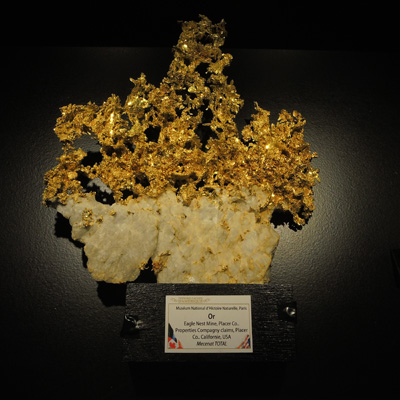
Exposition Trésors cachés d'Amérique, Or de Californie

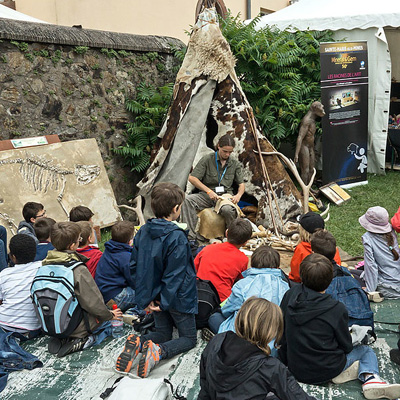
Un atelier des Journées Pédagogiques

| Date | Commentaire |
| ---- | --- |
| 1962 | François Lehmann crée l'exposition sous le nom « La journée des mines »                                        |
| 1964 | L'exposition est renommée « Cailloux »                                                                         |
| 1966 | L'exposition est renommée « Exposition-Bourse Internationale » et est organisée chaque année                   |
| 1973 | François Lehmann organise une bourse pour les pays de l'Est à Trzic, ville jumelée avec Sainte-Marie-aux-Mines |
| 1986 | Création d'une journée professionnelle le vendredi[pertinence contestée]                                       |
| 1992 | L'exposition est déplacée au dernier week-end de juin[pertinence contestée]                                    |
| 1993 | L'exposition dépasse la barre des 10 000 visiteurs                                                             |
| 1997 | Une deuxième journée professionnelle est organisée. L'exposition dure désormais 4 jours                        |
| 2001 | Le seuil des 20 000 visiteurs est atteint                                                                      |
| 2005 | Création du pôle « Gemmes »                                                                                    |
| 2009 | L'exposition atteint la barre des 25 000 visiteurs.                                                            |
| 2011 | Reprise de l'organisation de l'exposition par la Mairie de Sainte-Marie-aux-Mines                              |
| 2012 | Le seuil des 30 000 visiteurs est atteint[réf. souhaitée]                                                      |
| 2013 | 50e édition de l'exposition internationale                                                                     |
| 2015 | Création d'Événementiel en Val d'Argent, nouvelle structure organisatrice de l'événement[pertinence contestée] |

### Sainte-Marie-aux-Mines et les minéraux, aujourd'hui
La ville de Sainte-Marie-aux-Mines dispose d'un des patrimoines minéralogiques les plus riches et diversifiés du globe. Plus de 150 espèces minérales différentes y sont en effet recensées.

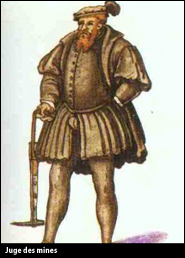
Le Juge des Mines

#### Parc Tellure
En 2009 est inauguré le Parc Touristique Minier de Tellure. Le site propose, au travers d'une muséographie moderne, un parcours initiatique du monde des mineurs ; parcours qui se prolonge sous terre par la visite de la mine Engelsbourg sur le filon Saint-Jean du Neuenberg.

#### Association Spéléologique pour l'Étude et la Protection des Anciennes Mines
L'Association Spéléologique pour l'Étude et la Protection des Anciennes Mines (ASEPAM) œuvre aux recherches archéologiques, à la diffusion des connaissances et à l'animation locale avec la création de sentiers miniers et de guidages touristiques, notamment en procédant à l'aménagement de la mine Saint-Louis-Eisenthür (1987)

### Anecdotes
Le 17 octobre 1581, un mineur découvre au filon Saint-Jean un fabuleux bloc d'argent natif cristallisé de 592 kg.
La production totale d'argent a été estimée à plusieurs centaines de tonnes depuis l'origine de l'activité minière, la mine la plus riche ayant été Saint-Guillaume au bois de Saint-Pierremont.
L'hebdomadaire allemand Katholischer Digest n'a pas hésité à baptiser Sainte-Marie, « la Mecque de tous les minéralogistes » et le Mineralogical Record (États-Unis) publie régulièrement des articles sur la manifestation qui semble-t-il est le show préféré des Américains en Europe.